# Joan Potau i Martínez
Joan Potau (Barcelona, 1945-2015) fou un guionista, director de cinema i actor català.
Es va formar a l'Institut del Teatre i va començar escrivint còmics i treballant a l'espai teatral Saló Diana amb Mario Gas. Amant del cinema des de ben aviat perquè l'evadia d'una realitat mitja-baixa poc estimulant, la seva carrera va basar-se sobretot en l'escriptura de guions per a televisió (Periodistas, La mujer de tu vida o El comisario) i de cinema, amb films com Epílogo (Gonzalo Suárez, 1984), de, Barrios altos (José Luis García Berlanga, 1987), Historias de la puta mili (Manuel Esteban, 1994) o Código natural (Vicente Pérez Herrrer, 2000).
Potau també va ser el guionista d'Imanol Uribe a El rey pasmado (1992), que va rebre el Goya pel millor guió adaptat, i a Bwana (1996), Concha de Oro a San Sebastià. Amb la cineasta Isabel Coixet va col·laborar escrivint el guió del seu tercer film, A los que aman (1998), i havia fet d'actor al seu primer film, Massa vell per morir jove (1989). L'any 2009 Potau participaria novament com a actor, en el que seria el seu últim paper, al film Mapa de los sonidos de Tokyo de la directora catalana.
Tot i que els guions van representar el gruix de la seva carrera, Potau també va dirigir algunes pel·lícules. No respires, el amor está en el aire (1999) és una comèdia sentimental, situada a la Barceloneta, sobre la relació d'amistat que neix entre dos homes de diferent classe social arran dels seus intents de suïcidi frustrats. També va realitzar els films San Bernardo (2000) i Manolito Gafotas en ¡Mola ser jefe!, adaptació de la popular novel·la d'Elvira Lindo.